# Margo Hayes
Margo Hayes (nacida el 11 de febrero de 1998) es una escaladora profesional estadounidense de Boulder, Colorado.  Es conocida por ser la primera mujer en subir una ruta de grado 9a+ (5.15a) (La Rambla, en Siurana, España). En 2016 ganó tanto las pruebas de Bulder como de Lead Climbing en los Campeonatos del Mundo Juveniles en Guangzhou, China.

## Biografía
Originalmente gimnasta, Hayes empezó a escalar a los 10 años y poco después se unió al Team ABC, un reputado programa de escalada juvenil en Boulder.
El 26 de febrero de 2017, Hayes se convirtió en la primera mujer  en subir una ruta de grado 9a+ (5.15a) (La Rambla, en Siurana, España). A noviembre de 2017, la ruta más difícil nunca escalada por una mujer es 9b (5.15b) (La Planta de Shiva en Villanueva del Rosario, España, escalada por primera vez por Angela Eiter). Aunque otras dos escaladoras—Ashima Shiraishi y Josune Bereziartu—habían conseguido ascensos de grado 5.14d/5.15a, el logro de Hayes en La Rambla permanece como el primer ascenso femenino de un 5.15a consensuado.
Como parte del equipo nacional de los EE. UU., Hayes ha competido en las tres disciplinas competitivas (lead climbing, escalada de velocidad y bulder) de la Federación Internacional de Escalada Deportiva (IFSC). En 2015, en los Campeonatos del Mundo Juveniles de la IFSC en Arco, Italia, Hayes consiguió la plata tanto en bulder como en lead, solo por detrás de Janja Garnbret.
En 2016, en los Campeonatos del Mundo Juveniles de la IFSC en Guangzhou, China, compitió en la categoría Junior, ganando tanto en bulder como en lead, quedando 15.º en velocidad, y terminando primera en la clasificación global. En el mismo año, Hayes ganó un galardón Golden Piton de Climbing Magazine por escalar exitosamente 14 rutas de grado 5.14.

## Rankings
- 2016 - USA Climbing Sport & Speed Climbing Champions - Oro
- 2015 - USA Climbing Sport & Speed Climbing Champions - Plata

## Ascensos notables
- 24 de septiembre de 2017 - Primer ascenso femenino de Biographie - 9a+ (5.15a)
- 26 de febrero de 2017 - Primer ascenso femenino de 9a+ confirmado (5.15a) (La Rambla, Ciurana, España). En 2015, Ashima Shiraishi subió dos rutas (Open Your Mind Direct R1 y Ciudad de Dios, en Santa Liña, España) que inicialmente se creyó que eran más duras que 9a, posiblemente 9a+, pero estas rutas después fueron graduadas como 9a por otros escaladores, y todavía no se ha alcanzado un acuerdo sobre su grado.[7][8][9]
- Junio de 2016, The Crew - Rifle Mountain Park (Colorado, (EE.UU.)[10]
- Agosto de 2016, Bag Girls Club - Wicked Cave (Rifle Mountain Park. (EE. UU.). Primer ascenso femenino.[11]